# Rodica Lazăr
Rodica Lazăr (n. 30 octombrie 1978, Onești) este o actriță română de film, radio, televiziune, scenă și voce.

## Biografie
Prima piesă de teatru în care a jucat este Nota zero la purtare de Octavian Sava și Virgil Stoenescu (la Casa de cultură din Onești). A absolvit Universitatea Națională de Artă Teatrală și Cinematografică „Ion Luca Caragiale” din București la clasa profesorului Gelu Colceag.

## Filmografie
- Binecuvântată fii, închisoare (2002)
- Amen. (2002) - Rachel
- Accords et à cris (2002) - Standardiste
- Une place parmi les vivants (2003)
- Sex Traffic (2004) - Ofițerul
- Moartea domnului Lăzărescu (2005) - medic rezident
- Mafalda de Savoia - Curajul unei prințese (2006)
- Tinerețe fără tinerețe (2007)
- Îngerașii (2008) - Tereza
- Copilăria lui Icar (2009)
- Aniela (2009) - Josephine Tannerie
- Principii de viață (2010)
- Pariu cu viața (2011) - Mama lui Bubu
- Puzzle pentru orbi (2013)  - Ana
- My Baby (2013)
- Carmen (2013) - Mariana
- Kowalski (2014) - Natalia
- Ramona (scurtmetraj, film mut, 2015)  - Ema[3]
- Orizont (2015) - Andra[4]
- Live (2015) - Ema
- Doar cu buletinul la Paris (2015)
- Valea Mută (miniserial TV, 2016) -  Elena (4 episoade, 2016)[5]
- Ultima zi (2016) - Mica
- Hawaii (2017)

Fructul Oprit (Antena 1, 2018)
- La Gomera (2019)

## Teatru
Teatrul Bulandra
- Carusel - ca Doamna Muskat, Comisarul. Adaptare de Andrei Șerban și Daniela Dima după piesa Liliom de Ferenc Molnar și filmul cu același titlu de Fritz Lang[7][8]
- Regele Lear Piesă de teatru de William Shakespeare; - ca Edmund[9]
- Cealaltă moarte a Ioanei d'Arc de Stefan Tsanev - ca Ioana
- Îmblânzirea scorpiei de William Shakespeare - Catarina
- Noaptea asasinilor de J.Triana - ca Beba
- Oferta de serviciu de Lia Bugnar - ca Maria
- Roberto Zucco de Bernard-Marie Koltès -  ca Puștoaica
- Crimă și pedeapsă, după Feodor Dostoievski - ca Sonia și Aliona
- Anatomy Titus Fall of Rome A Shakespeare Commentary de Heiner Müller - ca Quintus